# Капитанская дочка (фильм, 1947)
«Капитанская дочка» (итал. La figlia del capitano) — итальянский исторический фильм 1947 года, снятый режиссёром Марио Камерини. Фильм является экранизацией одноимённой повести Александра Пушкина, адаптированный сценарий написал коллектив из пяти авторов: Марио Камерини, Марио Моничелли, Карло Муссо, Иво Перилли и Стено. Фильм участвовал в конкурсной программе 2-го Каннского кинофестиваля. Работа художника-постановщика Пьеро Филиппоне была отмечена национальной кинопремией «Серебряная лента». В 1965 году на итальянские телеэкраны вышел шестисерийный фильм по мотивам «Капитанской дочки», в котором роль Пугачёва вновь исполнил Амедео Наццари.

## Сюжет
Действие фильма разворачивается в России времён императрицы Екатерины II. Молодой офицер Пётр Гринёв отправляется к месту службы в отдалённую крепость. Во время путешествия ему помогает найти дорогу казак, которому благодарный Пётр отдаёт свой тулуп. Приехав в крепость, Гринёв влюбляется в дочь коменданта крепости, Машу Миронову, но у него есть соперник в лице другого молодого офицера, Алексея Швабрина.
Тем временем разгорается Пугачёвское восстание. Повстанцы захватывают крепость, капитана Миронова казнят, Швабрин присягает на верность Пугачёву, а Гринёв отказывается. От казни его спасает сам Пугачёв, оказавшийся тем самым казаком, которому Пётр когда-то подарил тулуп. Пётр уезжает, но вскоре узнаёт, что Швабрин хочет насильно жениться на Маше. Гринёв спасает Машу, но его по доносу арестовывают уже правительственные войска и обвиняют в государственной измене. Пока Гринёв ожидает казни вместе с Пугачёвым, Маша едет к Екатерине II и вымаливает ему прощение.

## В ролях
- Ирасема Дилиан — Маша Миронова
- Чезаре Данова — Пётр Гринёв
- Амедео Наццари — Емельян Пугачёв
- Витторио Гассман — Алексей Швабрин
- Альдо Сильвани — капитан Миронов, отец Маши
- Фолько Лулли — Зулай (нет в титрах)
- Ольга Сольбелли — императрица Екатерина II